# Taip Ramadani
Taip Ramadani (Sydney, 1. siječnja 1972.) je bivši australski rukometaš. Današnji (stanje u siječnju 2011.) i izbornik australske reprezentacije. Kosovski je Albanac.
Utemeljitelj je rukometnog kluba Canberra.

## Reprezentativna karijera
Prvi puta je zaigrao za Australiju 1993. godine. Igrao je sve do 2009. kad je postao australskim izbornikom.